# Spencer Lofranco
Spencer LoFranco est un acteur canadien, né le 18 octobre 1992 à Toronto.

## Biographie
Spencer Rocco LoFranco est le fils de Rocco « Rocky » Corriero LoFranco, un avocat d'origine italienne exerçant sur Toronto, capitale de l'Ontario au Canada. Sa mère était une mannequin passionnée de danse et de chant lyrique,. Les parents de Spencer ont divorcé alors qu'il n'était encore qu'un enfant. Spencer et son frère aîné Santino Bruno, avocat et golfeur, ont grandi à Thornhill. Pour son éducation, Spencer fut envoyé à l'école militaire Robert Land Academy en Ontario où il a à peine réussi à achever l'école en raison de son environnement rude,.
Spencer Rocco LoFranco commença sa carrière d'acteur en 2013, à l'âge de 21 ans, en incarnant le rôle de Conrad Hartman dans la comédie Middleton du réalisateur américain Adam Rogers. Il enchaîna l'année suivante dans le film dramatique Jamesy Boy inspiré de la vie de James Burns,.

## Filmographie

### Cinéma
- 2013 : Middleton d'Adam Rodgers : Conrad Keurman (Hartman en version anglophone)
- 2014 : Jamesy Boy de Trevor White : James
- 2014 : Invincible (Unbroken) d'Angelina Jolie : Harry Brooks
- 2015 : Dixieland de Hank Bedford : Billy
- 2016 : King Cobra de Justin Kelly : Mikey
- 2018 : Gotti (Gotti : In the shadow of my father) de Kevin Connolly : John Gotti, Jr.

## Distinctions
- Festival international du film de Denver 2013 : Rising Star Award pour Middleton.
- Festival international du film policier de Liège 2014 : Insigne de Cristal du meilleur acteur pour Jamesy Boy